# 사토 류지
사토 류지(일본어: 佐藤 隆治, 1977년 4월 16일 ~ )는 일본의 축구 심판이다.

## 심판 경력

### FIFA U-17 월드컵
2017년 FIFA U-17 월드컵
- 2017년 10월 8일:  칠레 -  잉글랜드 (조별 리그)
- 2017년 10월 12일:  튀르키예 -  파라과이 (조별 리그)
- 2017년 10월 25일:  말리 -  스페인 (준결승전)

### AFC 아시안컵
2015년 AFC 아시안컵
- 2015년 1월 13일:  오만 -  오스트레일리아 (조별 리그)
- 2015년 1월 19일:  이란 -  아랍에미리트 (조별 리그)
- 2015년 1월 26일:  대한민국 -  이라크 (준결승전)

2019년 AFC 아시안컵
- 2019년 1월 7일:  이란 –  예멘 (조별 리그)
- 2019년 1월 14일:  아랍에미리트 –  태국 (조별 리그)
- 2019년 1월 22일:  대한민국 –  바레인 (16강전)
- 2019년 1월 26일:  아랍에미리트 –  오스트레일리아 (8강전)